# Марксцелль
Марксцелль (нем. Marxzell) — община в Германии, в земле Баден-Вюртемберг. 
Подчиняется административному округу Карлсруэ. Входит в состав района Карлсруэ.  Население составляет 5358 человек (на 31 декабря 2010 года). Занимает площадь 34,92 км².
Коммуна подразделяется на 7 сельских округов.